# Massimo D'Antona
Massimo D'Antona (Roma, 11 aprile 1948 – Roma, 20 maggio 1999) è stato un giurista italiano, assassinato dalle Nuove Brigate Rosse il 20 maggio del 1999, a Roma, a pochi passi dalla sua abitazione.

## Biografia

### Origini e formazione
Allievo di Renato Scognamiglio, nel 1980, D'Antona diviene professore di diritto del lavoro all'Università di Catania, per poi trasferirsi nella Seconda Università degli Studi di Napoli, ed infine all'Università degli Studi di Roma "La Sapienza".

### L'attività accademica e politica
Sottosegretario ai trasporti durante il governo Dini, viene nominato nel 1996 Amministratore Straordinario dell'Ente Nazionale Assistenza al Volo, del quale poi diviene consigliere d'amministrazione nel 1997. La complessità dei contratti del settore del controllo del traffico aereo rappresentano per lui un forte impegno gestionale alla guida dell'ENAV. Nel 1998 si dimette dal Consiglio di amministrazione dell'ENAV.
Consulente del Ministero del Lavoro,  fu dapprima docente di diritto sindacale presso l'Università Federico ll di Napoli, e poi docente di diritto del lavoro all'Università degli studi di Roma "La Sapienza" e alla Seconda Università degli studi di Napoli. Durante il governo Amato I fu nominato presidente della commisine tecnica per la redazione di un testo unico per la disciplina del rapporto di lavoro presso le pubbliche amministrazioni.

### L'agguato e l'assassinio

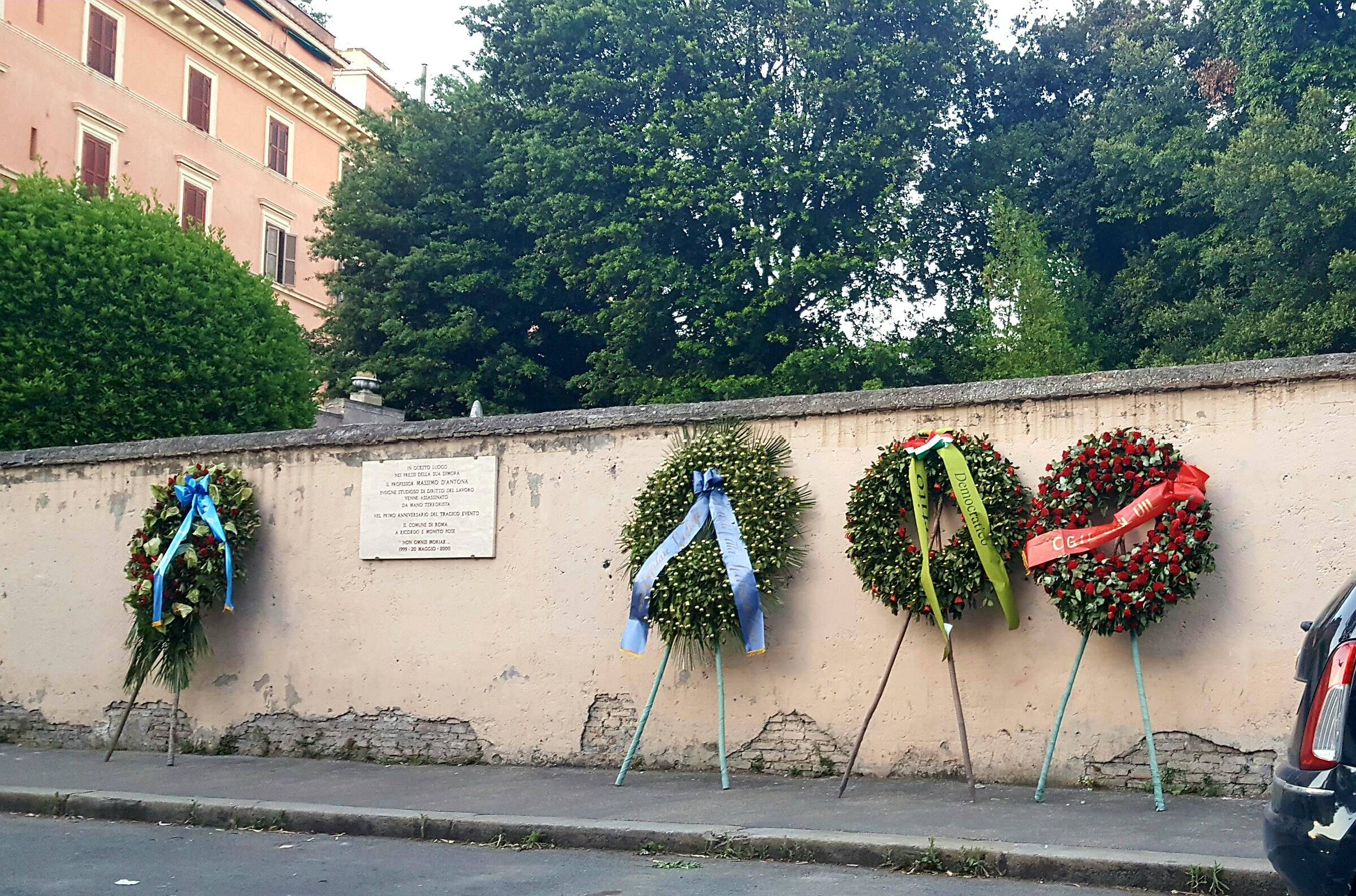
Corone deposte il 20 maggio 2016 a Roma, in via Salaria, sul luogo dell'uccisione di Massimo D'Antona.

Fu assassinato il 20 maggio 1999 in via Salaria a Roma da alcuni membri delle Nuove Brigate Rosse nella logica terroristica di annientamento di professionisti e servitori dello Stato legati a un contesto di ristrutturazione del mercato del lavoro. Lasciò la moglie Olga Di Serio, che successivamente diventò deputata dei DS e poi del PD.

## Opere
Autore di diverse monografie e saggi, con particolare attenzione ai temi delle garanzie del diritto al lavoro e alla privatizzazione del pubblico impiego, è stato anche tra i fondatori della rivista Il lavoro nelle pubbliche amministrazioni.
Scrisse diversi saggi in merito all'incoercibilità delle azioni di reintegrazione nel posto di lavoro, notando come le reiterate pronunce giurisprudenziali conformi ignorino le concrete possibilità di esecuzione e se esistano responsabilità penali per i datori che non eseguano il relativo provvedimento giudiziario.

## Riconoscimenti
- A lui è intitolata l'aula magna del Dipartimento di Giurisprudenza dell'Università degli studi della Campania "Luigi Vanvitelli", dove insegnò diritto del lavoro.
- È altresì a lui intitolata l'Aula XIII del Dipartimento di Scienze Politiche  dell'Università degli Studi di Roma "La Sapienza".[4][5]